# Reikiavik
Reikiavik (en islandés: Reykjavík /ˈreiːcaˌviːk/ⓘ, «bahía humeante») oficialmente Reykjavíkurborg, «Ciudad de Reikiavik», es la capital y ciudad más poblada de Islandia. Situada al sur de la bahía Faxaflói, en una zona donde abundan los géiseres, su latitud es de 64°08′N, muy cerca del círculo polar ártico, lo que la convierte en la capital más septentrional de un Estado soberano. Durante el invierno solo recibe cuatro horas diarias de luz solar y durante el verano las noches son tan claras como el día.
Su población es de 121 960 habitantes (2015), un tercio de la del país. El distrito de la capital alcanza los 212 120 habitantes. Es una de las ciudades más limpias, verdes y seguras del mundo.

## Historia

### Asentamiento

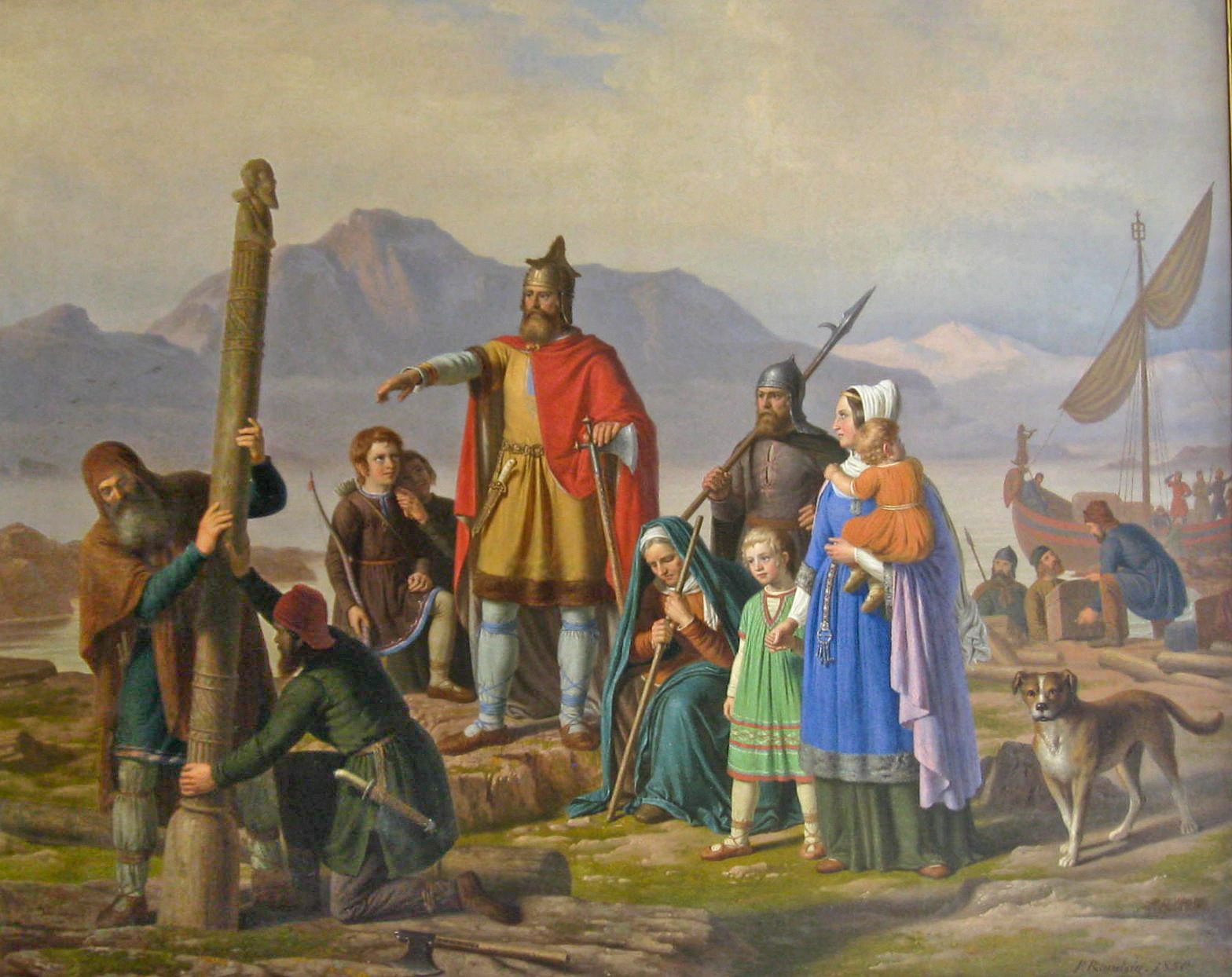
Pintura de Ingólfur Arnarson en el momento que establece la ciudad.

Se cree que en la zona de Reikiavik se fundó el primer asentamiento de noruegos, liderados por Ingólfur Arnarson hacia 870, según se registra en el Landnámabók (el Libro del Asentamiento). Debido a los vapores de las fuentes termales, la ciudad recibió el nombre Reikiavik, que en islandés significa ‘bahía humeante’.

### Industrialización
Reikiavik no es mencionada en ninguna fuente medieval sino como una tierra rural. Sin embargo, en el siglo XVIII dio comienzo la industrialización y por lo tanto, el crecimiento urbano. Los gobernantes de Dinamarca apoyaron ideas de una industria doméstica en Islandia que ayudaría a traer el progreso tan esperado a la isla. En 1752 el rey de Dinamarca donó el estado de Reikiavik a la Corporación Innréttingar; el nombre viene del danés (indretninger) que significa «emprendedor».
En la década de 1750 se construyeron varias casas para albergar algodón, industria que fue el mayor empleador en Reikiavik y la razón de su existencia durante varias décadas. Otras manufacturas de Innréttingar eran la pesca, la extracción del sulfuro, agricultura y construcción de barcos.

### Movimientos del comercio
En 1786 el asentamiento de 302 habitantes se convirtió en un municipio, la Corona Danesa abolió su monopolio comercial ese mismo año y concedió a seis comunidades alrededor de la ciudad una ruta de comercio exclusiva. Reikiavik era una de esas comunidades y la única en mantener esa comunicación permanentemente.
Sin embargo, los derechos comerciales todavía estaban limitados a los asuntos de la Corona Danesa, y a medida que los comerciantes daneses dominaron el comercio islandés, sus negocios se expandieron. Después de 1880, el libre comercio empezó a extenderse a todos los países y fue creciendo la influencia de los mercantes islandeses.

### Declaración como capital de Islandia
El movimiento nacionalista ganó mucha influencia durante el siglo XIX, y las ideas sobre la independencia de Islandia empezaron a extenderse. Como Reikiavik era la única ciudad de Islandia, se había convertido en el punto de concentración de tales ideas. Los partidarios del movimiento independentista sabían que Reikiavik debía ser fuerte para lograr ese objetivo. Los años más importantes de la lucha a favor de la independencia fueron clave para la ciudad.
En 1845, el Alþingi, la Asamblea General que los islandeses habían creado en 930 fue reabierto esta vez en Reikiavik, después de haber sido suspendido varias décadas atrás en Þingvellir, su ubicación original. En aquel entonces el Alþingi cumplía las funciones de una Asamblea Consultiva, que sugería al rey las acciones a tomar respecto a diferentes temas del país. La ubicación del Alþingi en Reikiavik hizo que la ciudad se convirtiera efectivamente en la capital de Islandia.

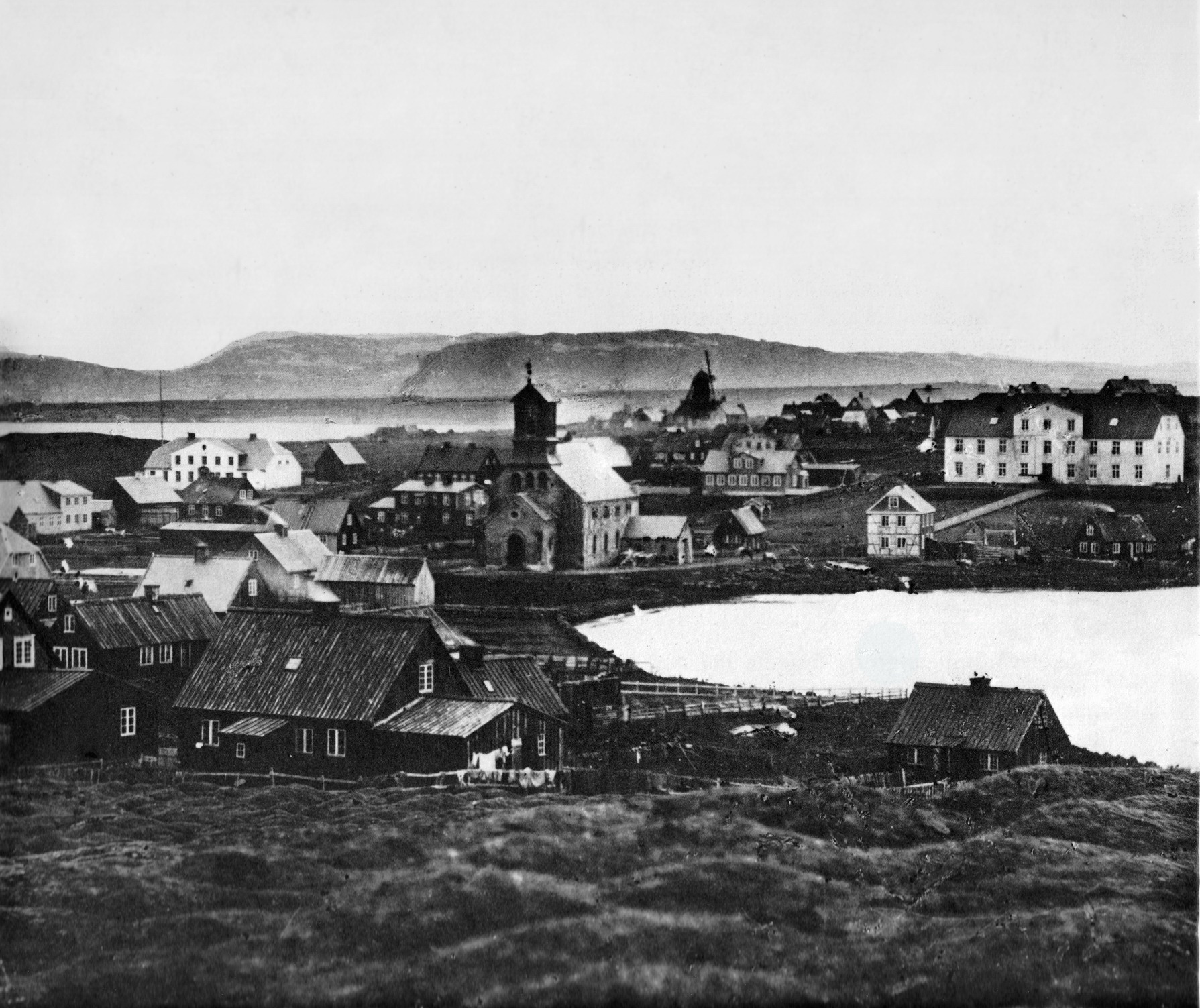
Reikiavik en 1860.

En 1874 Islandia recibió su primera Constitución y con ella el Alþingi obtuvo algunos poderes legislativos limitados y en esencia se convirtió en la institución de hoy día. El paso siguiente era el de pasar el poder ejecutivo a Islandia, y ello se logró gracias a la Casa de Gobierno en 1904 cuando se estableció la oficina del primer ministro en Reikiavik. El mayor paso a la independencia fue dado el 1 de diciembre de 1918 cuando el país se convirtió en estado soberano de la Corona de Dinamarca.

### Ocupación y creación de la República
En las décadas de 1920 y 1930 la creciente industria pesquera surgió de Reikiavik siendo el bacalao el principal producto de la industria. Sin embargo, para finales de 1929 la Gran Depresión golpeó a la ciudad con la desocupación y conflictos gremiales, de los cuales muchos terminaron en violencia.

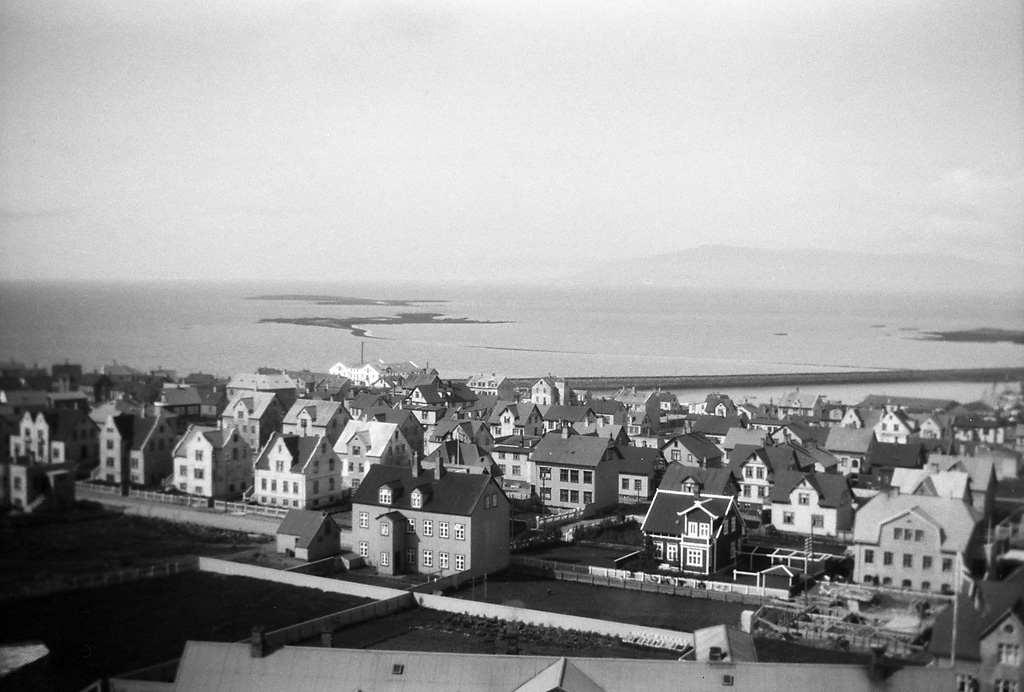
Reikiavik en los años 1930

En la mañana del 10 de mayo de 1940, cuatro acorazados de guerra llegaron a Reikiavik y anclaron en el puerto. En pocas horas, la ocupación aliada se completó sin escalada de violencia. El gobierno islandés había recibido de parte del gobierno británico el pedido para la ocupación, pero esta siempre había sido declinada, basándose en la política neutral adoptada por el país. En los siguientes años que quedaban de la Segunda Guerra Mundial, los soldados británicos y posteriormente estadounidenses construyeron bases en Reikiavik. El número de soldados extranjeros en Reikiavik era equivalente a la población actual de la ciudad.
Los efectos económicos de la ocupación fueron muy positivos para la ciudad cuando se desvanecieron los efectos de la Gran Depresión y la demanda aumentó como nunca antes. Los británicos construyeron el aeropuerto de Reikiavik, que todavía opera, y los estadounidenses construyeron el Aeropuerto Internacional de Keflavík, a unos 50 km de la capital.
El 17 de junio de 1944 se fundó la República de Islandia, y el presidente Sveinn Björnsson fue elegido por voto popular, asumiendo las funciones del monarca danés.

### Crecimiento de la posguerra

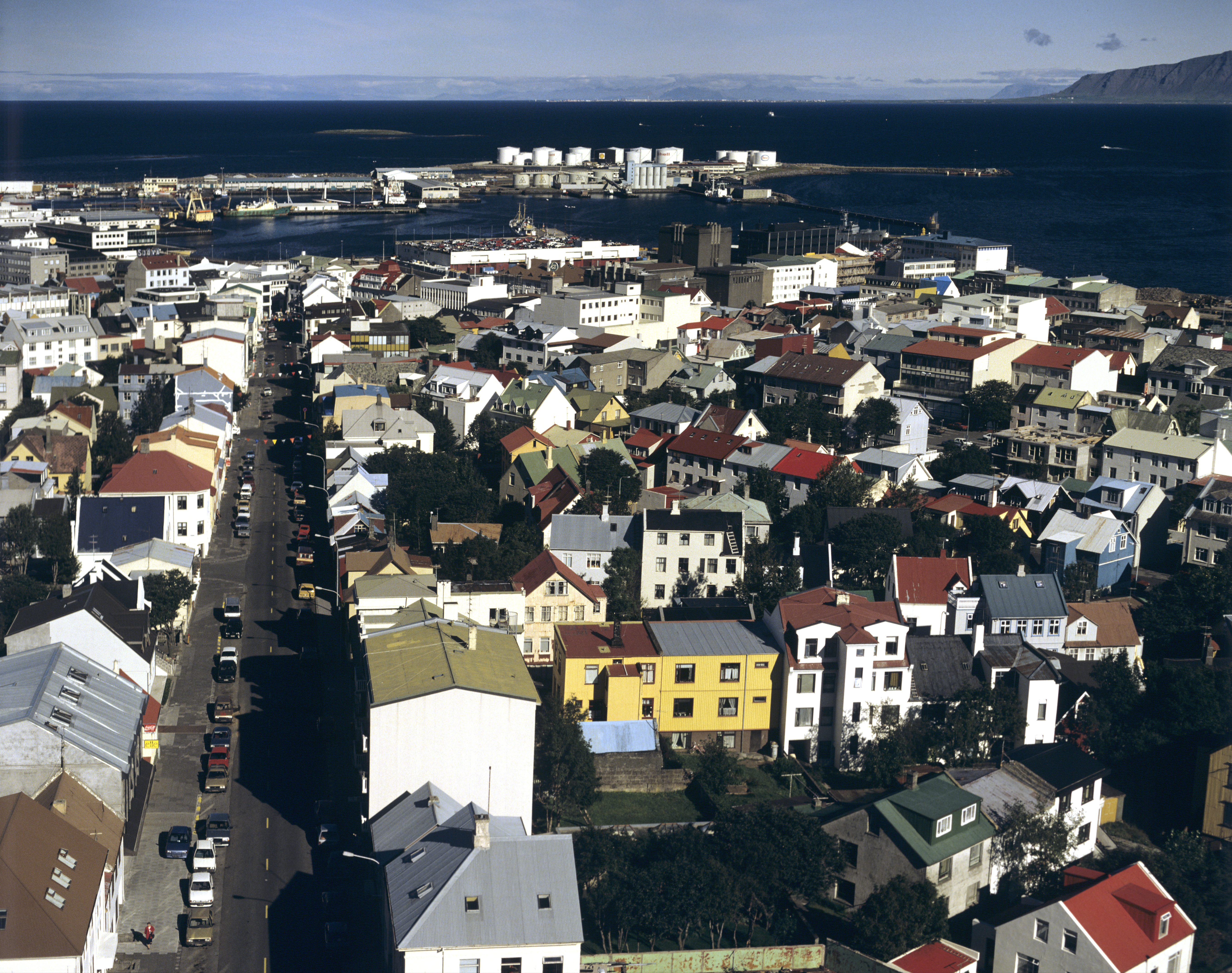
Reikiavik en los años 1970.

En los años de posguerra, el crecimiento de Reikiavik se fortaleció. Un éxodo de campesinos empezó a poblar la ciudad principalmente debido a las mejoras en la tecnología de la agricultura que redujo la fuerza laboral de aquel sector y debido a la explosión demográfica provocada por las mejores condiciones de vida en Islandia.
El grupo de migración a Reikiavik estaba formado, principalmente, por jóvenes que llegaron a la ciudad para alcanzar el «Sueño de Reikiavik» y con el tiempo la capital se convirtió en la ciudad de los niños. La planificación urbana se modificó de manera muy notable con la construcción de complejos habitacionales en las zonas de los suburbios.
En 1972, Reikiavik fue sede del campeonato mundial de ajedrez entre Bobby Fischer y Boris Spassky.

### De la década de 1980 hasta elsigloXXI

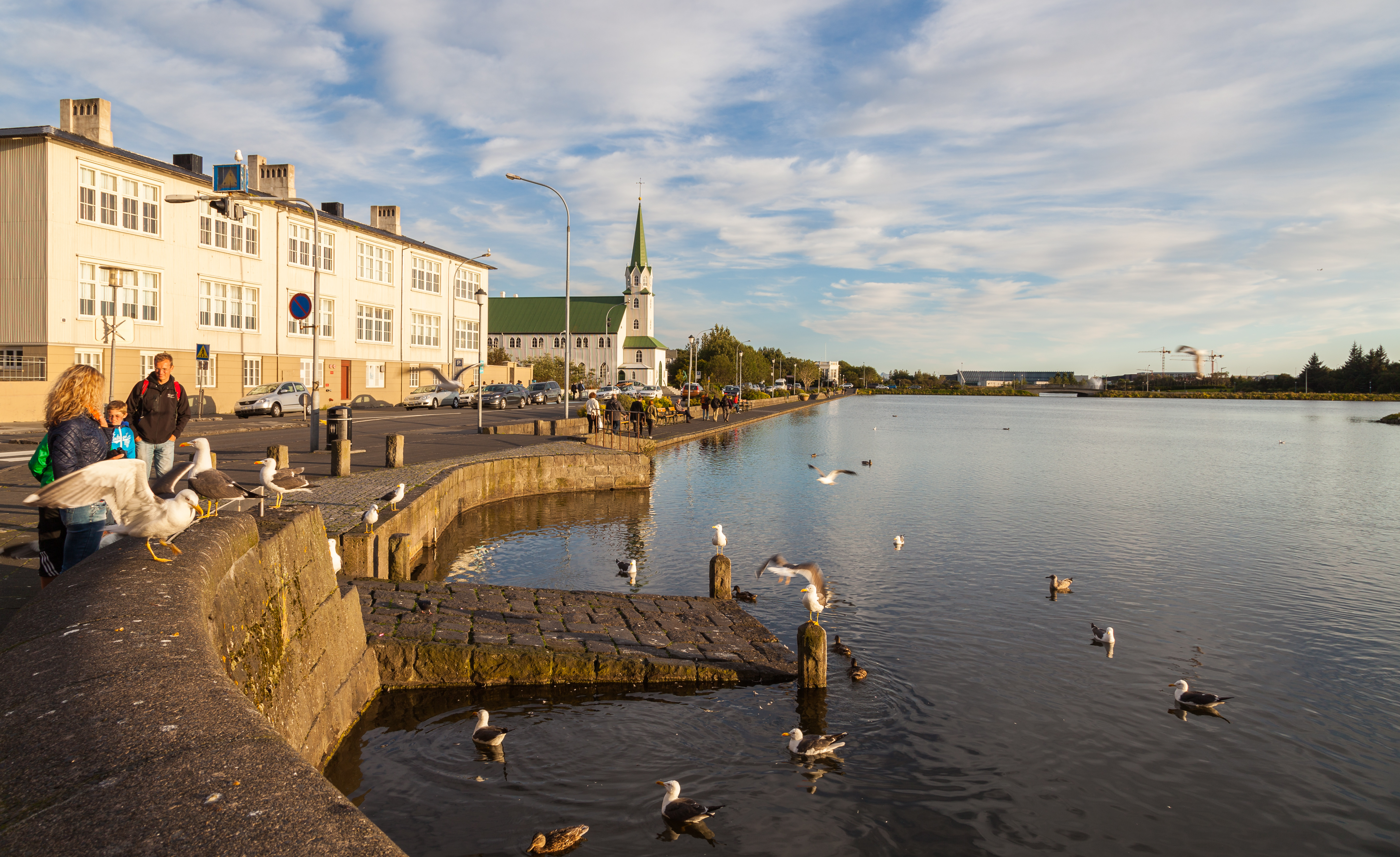
Lago Tjörnin en el centro de la ciudad.

En las últimas dos décadas, Reikiavik se ha convertido en un centro importante de la comunidad global. En 1986 fue sede de la cumbre entre Ronald Reagan y Mijaíl Gorbachov, remarcando el nuevo estatus político de Reikiavik. La desregulación del sector financiero y la revolución informática han contribuido a una nueva transformación de Reikiavik. El sector financiero y la tecnología de la información son los principales empleadores de la ciudad.
Reikiavik es el principal centro de la literatura y de la música de Islandia, y ha contribuido a la cultura con famosas personalidades los escritores Halldór Laxness y Arnaldur Indriðason o la cantante Björk y la banda de rock Sigur Rós.
La ciudad fue el epicentro de las protestas de la crisis financiera de 2008 y 2009. En su barrio financiero se encuentran las sedes de los bancos Landsbanki, Glitnir y el Kaupthing.

## Geografía
Reikiavik está ubicada sobre el margen sudoeste de Islandia, en la bahía Faxaflói. El área costera de Reikiavik se caracteriza por la presencia de penínsulas, ensenadas, estrechos y pequeñas islas. La mayor parte de la ciudad de Reikiavik está ubicada sobre la península Seltjarnarnes, pero los suburbios se extienden al sur y este de la península.
Reikiavik es una ciudad dispersa; la mayor parte del área urbana se presenta en la forma de suburbios de baja densidad y las casas, por lo general, se encuentran a distancias espaciadas. Los vecindarios residenciales exteriores están más espaciados y entre ellos corren las principales arterias del tráfico y hay muchos espacios vacíos con pequeño valor recreativo o estético.
Fueron las generaciones más jóvenes la que han contribuido a este tipo de urbanismo. El río más grande que atraviesa Reikiavik es el Elliðaá, que no es navegable. La montaña más alta de Reikiavik es el monte Esja, con 914 m sobre el nivel del mar, la cual se encuentra en el distrito septentrional de Kjalarnes, separado del resto de la ciudad el fiordo Kollafjörður.

## Demografía

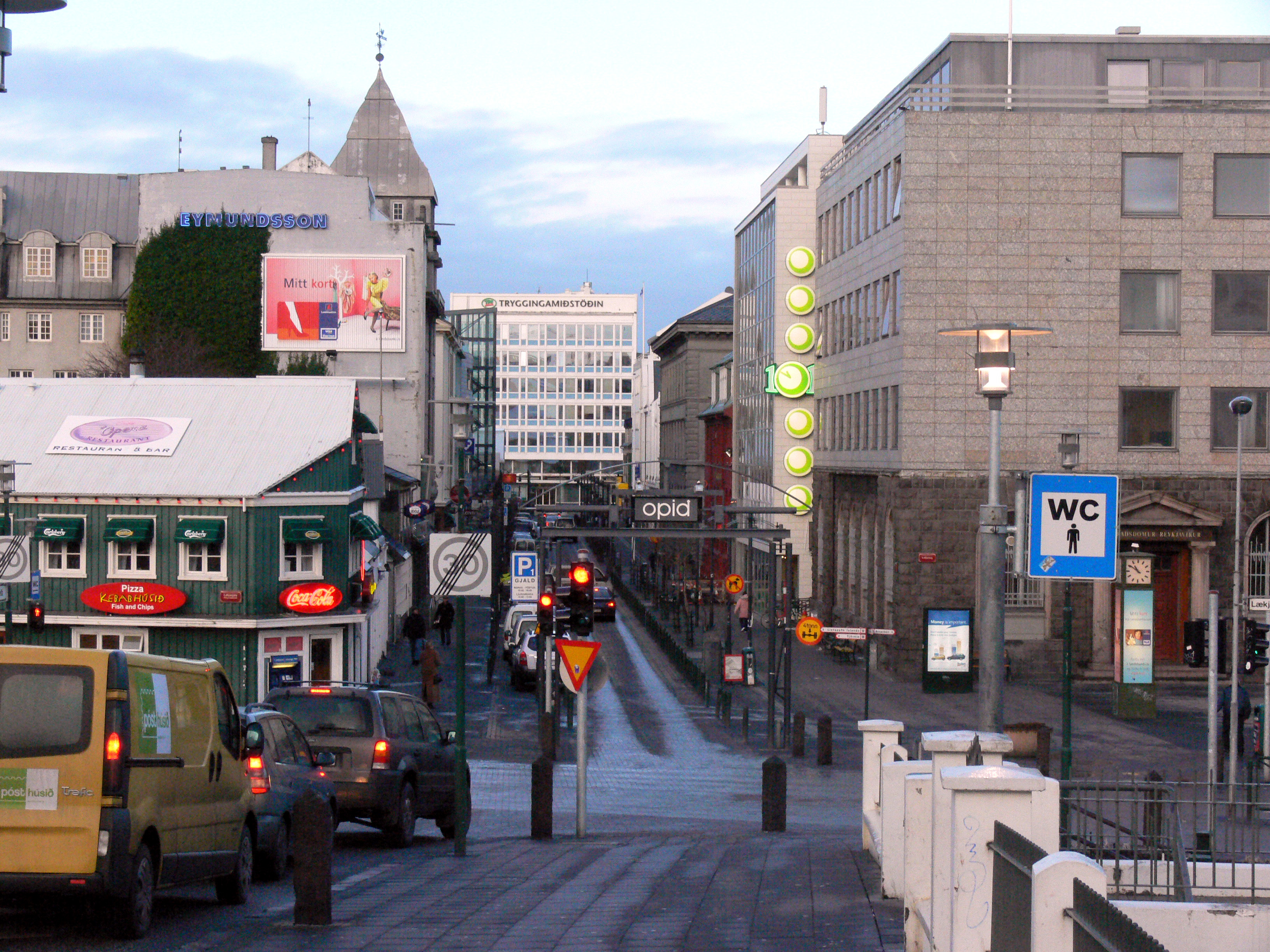
Austurstræti, una de las calles del centro tradicional de Reikiavik, está situada en el distrito de Miðborg.

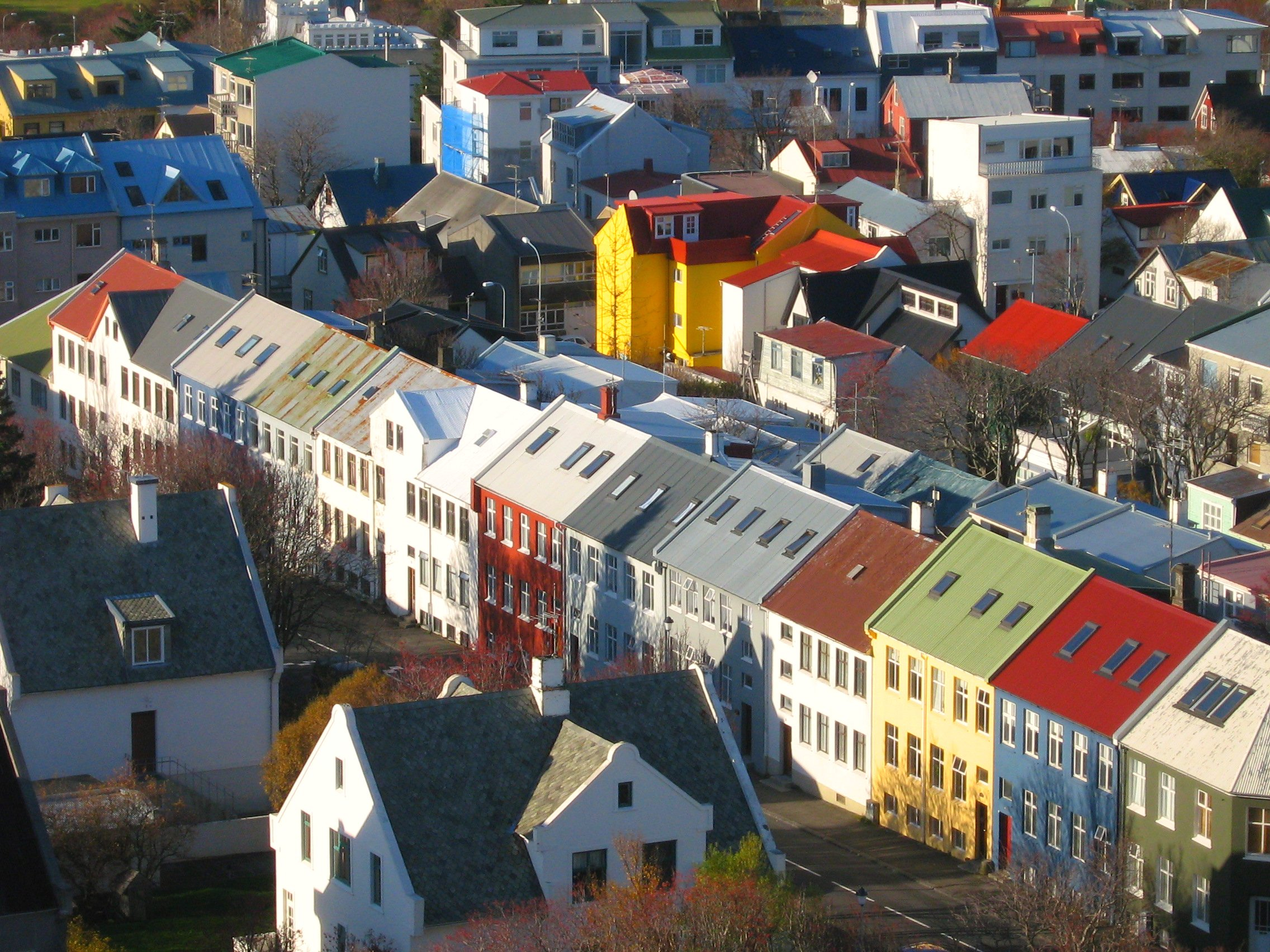
Típicas casas islandesas del centro de Reikiavik.

La población de Reikiavik en 2008 era de 119 848 habitantes, de los cuales 58 762 eran hombres y 58 959 mujeres. La población combinada del área metropolitana de Reikiavik en 2008 era de 201 585 habitantes. La aglomeración metropolitana absorbe a poco más del 60 % de la población total del país y ninguna ciudad islandesa fuera de ella supera los 20 000 habitantes.
La ciudad es un gran centro multicultural que presenta un 9 % de población extranjera con más de cien nacionalidades distintas. A la ciudad llegan a su vez cientos de turistas, estudiantes y otros residentes temporales, que pueden ser más numerosos que los nativos en el centro de la ciudad.
El área metropolitana de Reikiavik está formada por los seis municipios de Alftanes (2361 habitantes), Garðabær (9913), Hafnarfjörður (24 839), Kópavogur (28 561), Mosfellsbær (8147) y Seltjarnarnes (4428).

### Población histórica

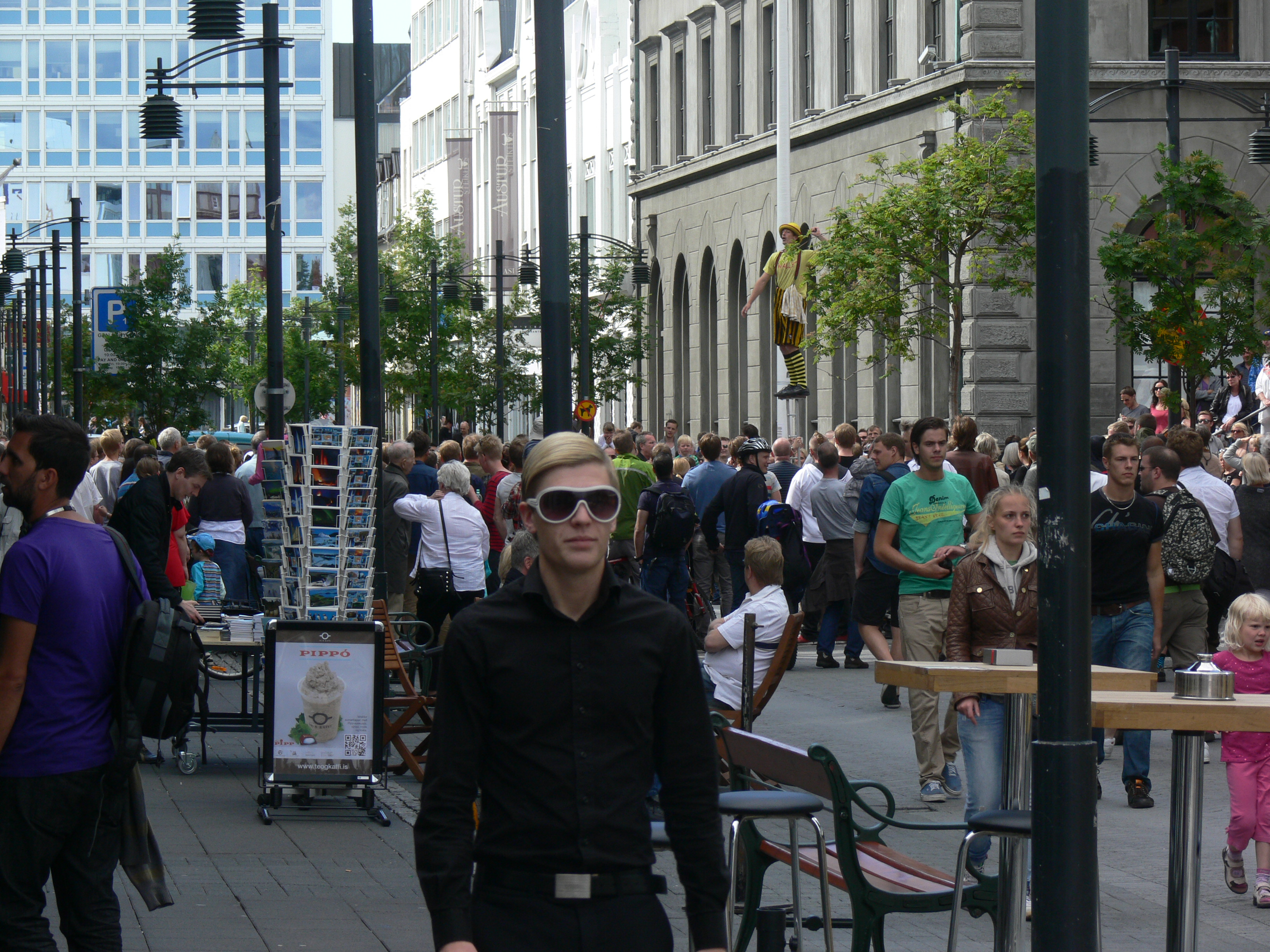
En la actualidad, el área metropolitana de Reikiavik tiene más de doscientos mil habitantes.

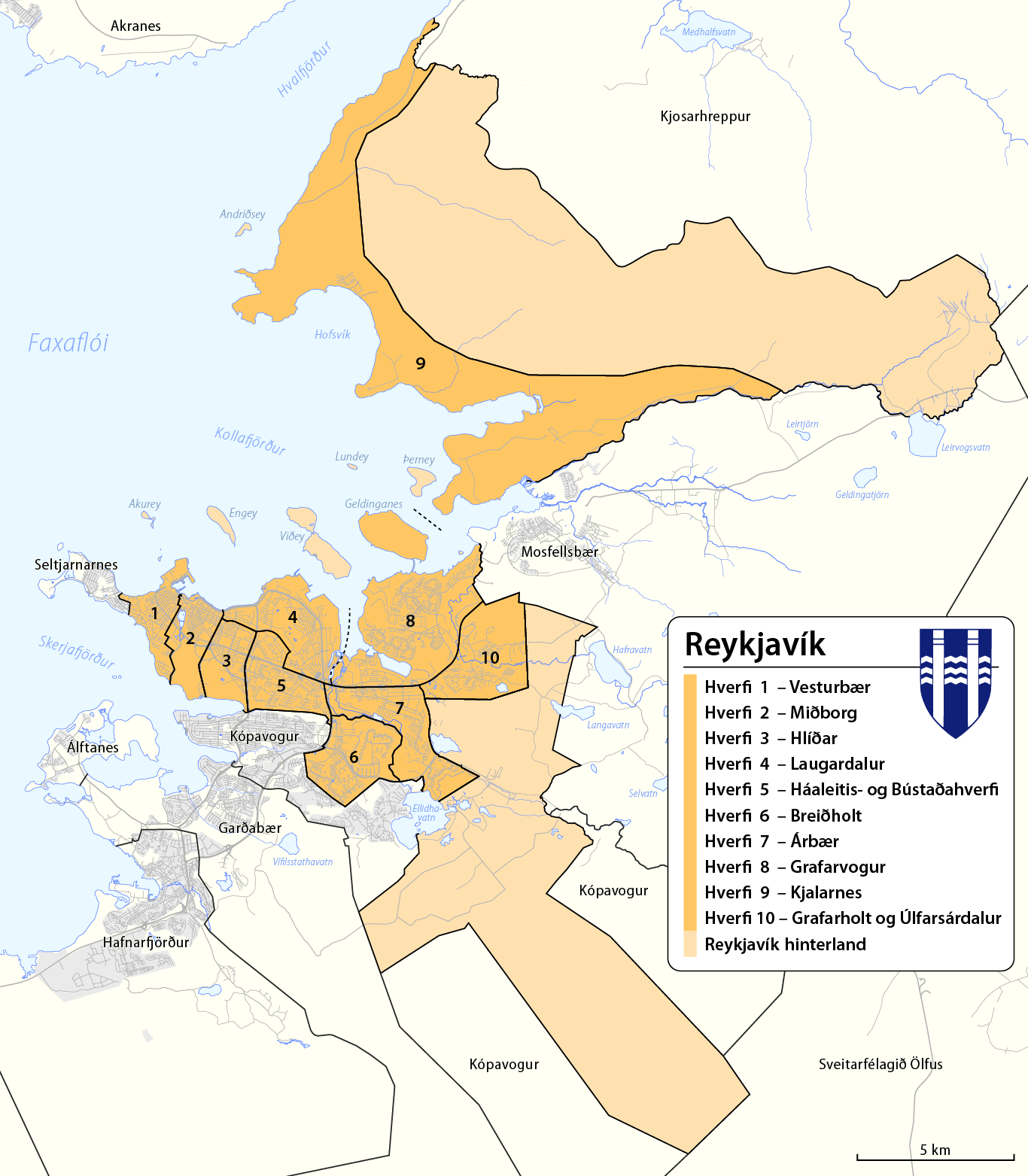
Mapa administrativo con la división municipal de Reikiavik.

| Año  | Población ciudad | Población área metropolitana |
| ---- | ---------------- | ---------------------------- |
| 1801 | 600              |                              |
| 1860 | 1450             |                              |
| 1901 | 6321             | 8221                         |
| 1910 | 11 449           | 14 534                       |
| 1920 | 17 450           | 21 347                       |
| 1930 | 28 052           | 33 867                       |
| 1940 | 38 308           | 43 483                       |
| 1950 | 55 980           | 64 813                       |
| 1960 | 72 407           | 88 315                       |
| 1970 | 81 693           | 106 152                      |
| 1980 | 83 766           | 121 698                      |
| 1985 | 89 868           |                              |
| 1990 | 97 569           | 145 980                      |
| 1995 | 104 258          |                              |
| 2000 | 110 852          | 175 000                      |
| 2005 | 114 800          | 187 105                      |
| 2006 | 115 420          | 191 612                      |
| 2007 | 117 721          | 196 161                      |
| 2008 | 119 848          | 201 585                      |
| 2011 | 119 108          | 202 341                      |

### Distritos de la ciudad
A continuación se listan los diez distritos de la ciudad:
1. Vesturbær
2. Miðborg
3. Hlíðar
4. Laugardalur
5. Háaleiti
6. Breiðholt
7. Árbær
8. Grafarvogur
9. Kjalarnes
10. Grafarholt og Úlfarsárdalur

## Economía
Reikiavik es el centro económico de toda Islandia ya que en su término municipal o en sus cercanías se encuentran las sedes de las principales empresas islandesas. La economía de la ciudad al igual que la de la mayoría de las capitales de los países desarrollados tiene su base en el sector servicios y posee además algunas industrias y laboratorios de biotecnología o ingeniería genética.
Tanto el sector secundario como la agricultura y la ganadería tienen una importancia mínima dentro de la economía local, no obstante la pesca si tiene una importancia considerable ya que en la ciudad se encuentra el principal puerto del país que también es uno de los de mayor importancia de todos los países nórdicos.

### Principales empresas
Reikiavik, la capital de Islandia, es a su vez el centro de la principal región industrial y empresarial de la isla. Entre sus principales empresas se encuentran el desarrollador de videojuegos CCP Games, la aerolínea Icelandair, la cadena radial Ríkisútvarpið y la empresa ingeniería biomédica Össur.

## Clima
Pese a su latitud tiene un clima oceánico subpolar. Gracias a la cálida corriente del Atlántico Norte, Reikiavik tiene una temperatura promedio en verano está por debajo de 12 °C, mientras que en enero es de –0,5 °C. En general, Islandia, y en particular, su capital, escapan al calentamiento regional típico de Eurasia, producto de la contaminación atmosférica, y, al no estar su estación meteorológica cerca de una de las islas de calor urbanas, no posee la típica deriva producto de la urbanización.
Las temperaturas descienden pocas veces por debajo de los –15 °C en invierno, gracias a que el clima de la costa de Islandia se ve moderado por las aguas cálidas de la corriente del Golfo. Tiene un Clima oceánico subpolar (Köppen: Cfc), y la ciudad se sitúa en el límite norte de esta zona climática. Su situación en la costa hace que sea una ciudad con abundante viento, y en invierno son comunes los vendavales. Los veranos son frescos, con temperaturas que varían entre los 5 y los 13 °C, y en algunas ocasiones incluso se pueden superar los 20 °C. Reikiavik no es una ciudad particularmente húmeda, aunque la medía anual de días lluviosos es de 148.
Los veranos secos no son comunes. La primavera es la estación más soleada, principalmente mayo. Reikiavik tiene una media de unas 1300 horas de sol al año, comparable con otras ciudades del norte de Europa, como Glasgow, en Escocia. La temperatura más baja fue de –28,5 °C, registrada el 21 de enero de 1918. La temperatura no ha bajado de los –20 °C desde el 30 de enero de 1971, mientras que la más alta fue de 25,7 °C y se registró el 4 de julio de 2015 en Reykjavik.
| Parámetros climáticos promedio de Reikiavik, Islandia | Parámetros climáticos promedio de Reikiavik, Islandia | Parámetros climáticos promedio de Reikiavik, Islandia | Parámetros climáticos promedio de Reikiavik, Islandia | Parámetros climáticos promedio de Reikiavik, Islandia | Parámetros climáticos promedio de Reikiavik, Islandia | Parámetros climáticos promedio de Reikiavik, Islandia | Parámetros climáticos promedio de Reikiavik, Islandia | Parámetros climáticos promedio de Reikiavik, Islandia | Parámetros climáticos promedio de Reikiavik, Islandia | Parámetros climáticos promedio de Reikiavik, Islandia | Parámetros climáticos promedio de Reikiavik, Islandia | Parámetros climáticos promedio de Reikiavik, Islandia | Parámetros climáticos promedio de Reikiavik, Islandia |
| Mes                                                   | Ene.                                                  | Feb.                                                  | Mar.                                                  | Abr.                                                  | May.                                                  | Jun.                                                  | Jul.                                                  | Ago.                                                  | Sep.                                                  | Oct.                                                  | Nov.                                                  | Dic.                                                  | Anual                                                 |
| ----------------------------------------------------- | ----------------------------------------------------- | ----------------------------------------------------- | ----------------------------------------------------- | ----------------------------------------------------- | ----------------------------------------------------- | ----------------------------------------------------- | ----------------------------------------------------- | ----------------------------------------------------- | ----------------------------------------------------- | ----------------------------------------------------- | ----------------------------------------------------- | ----------------------------------------------------- | ----------------------------------------------------- |
| Temp. máx. abs. (°C)                                  | 10.7                                                  | 10.2                                                  | 13.0                                                  | 14.7                                                  | 20.6                                                  | 22.4                                                  | 25.7                                                  | 24.8                                                  | 18.5                                                  | 15.7                                                  | 12.6                                                  | 12.0                                                  | 25.7                                                  |
| Temp. máx. media (°C)                                 | 2.5                                                   | 2.8                                                   | 3.4                                                   | 6.1                                                   | 9.7                                                   | 12.4                                                  | 14.2                                                  | 13.6                                                  | 10.9                                                  | 7.0                                                   | 4.2                                                   | 3.1                                                   | 7.5                                                   |
| Temp. media (°C)                                      | -0.5                                                  | 0.4                                                   | 0.5                                                   | 2.9                                                   | 6.3                                                   | 9.0                                                   | 11.2                                                  | 10.3                                                  | 7.4                                                   | 4.4                                                   | 1.1                                                   | 0.2                                                   | 4.4                                                   |
| Temp. mín. media (°C)                                 | -3.0                                                  | -2.1                                                  | -2.0                                                  | 0.4                                                   | 3.6                                                   | 6.7                                                   | 8.3                                                   | 7.9                                                   | 5.0                                                   | 2.2                                                   | -1.3                                                  | -2.8                                                  | 1.9                                                   |
| Temp. mín. abs. (°C)                                  | -19.7                                                 | -17.6                                                 | -16.4                                                 | -16.4                                                 | -7.7                                                  | -0.7                                                  | 1.4                                                   | -0.4                                                  | -4.4                                                  | -10.6                                                 | -15.1                                                 | -16.8                                                 | -19.7                                                 |
| Precipitación total (mm)                              | 83.0                                                  | 85.9                                                  | 81.4                                                  | 56.0                                                  | 52.8                                                  | 43.8                                                  | 52.3                                                  | 67.3                                                  | 73.5                                                  | 74.4                                                  | 78.8                                                  | 94.1                                                  | 843.3                                                 |
| Días de precipitaciones (≥ 1.0 mm)                    | 13.3                                                  | 12.5                                                  | 14.4                                                  | 12.2                                                  | 9.8                                                   | 10.7                                                  | 10.0                                                  | 11.7                                                  | 12.4                                                  | 14.5                                                  | 12.5                                                  | 13.9                                                  | 147.9                                                 |
| Horas de sol                                          | 20.0                                                  | 56.7                                                  | 109.5                                                 | 162.5                                                 | 199.2                                                 | 176.7                                                 | 172.5                                                 | 154.1                                                 | 119.4                                                 | 90.8                                                  | 38.5                                                  | 12.0                                                  | 1311.9                                                |
| Humedad relativa (%)                                  | 78.1                                                  | 77.1                                                  | 76.2                                                  | 74.4                                                  | 74.9                                                  | 77.9                                                  | 80.3                                                  | 81.6                                                  | 79.0                                                  | 78.0                                                  | 77.7                                                  | 77.7                                                  | 77.7                                                  |
| Fuente: Icelandic Meteorological Office               |                                                       |                                                       |                                                       |                                                       |                                                       |                                                       |                                                       |                                                       |                                                       |                                                       |                                                       |                                                       |                                                       |

## Administración
De acuerdo con la Ley 45/1998 la ciudad es gobernada por el alcalde que es elegido democráticamente por los ciudadanos mayores de 18 años por un plazo de 4 años. El Consejo Municipal está formado por 15 miembros que se encargan de administrar los diferentes campos de la ciudad bajo el mandato del alcalde de la ciudad.

## Transporte

### Carreteras

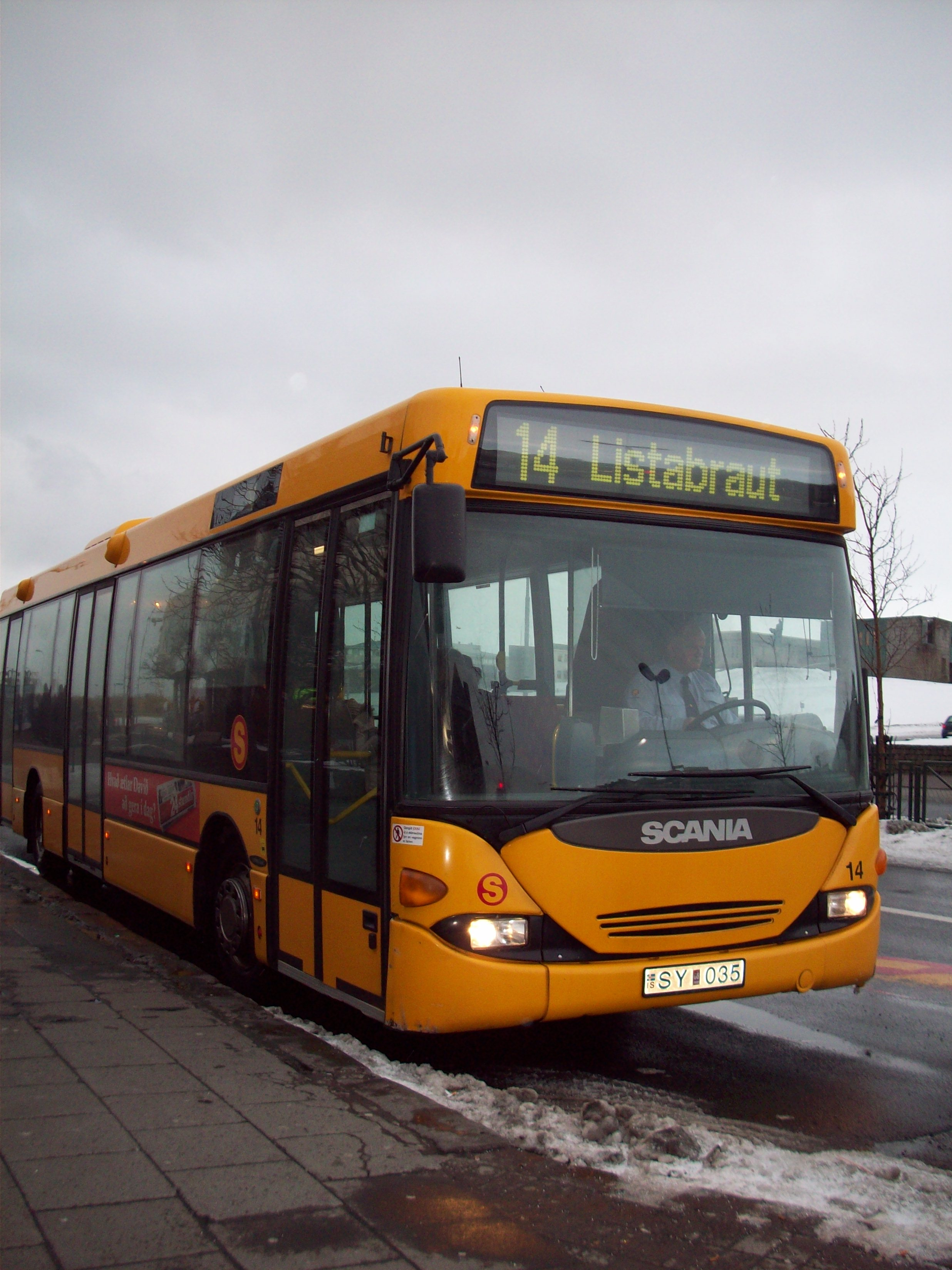
Autobús público de la ciudad.

Islandia tiene una de las tasas de automóviles per cápita más altas del mundo (522 por cada 1000 habitantes) pese a lo cual Reikiavik (donde se concentra cerca de la mitad de la población nacional) no sufre problemas graves de congestión ya que amplias carreteras de varios carriles discurren por todas las zonas de la ciudad conectando así los distintos barrios y suburbios. A diferencia de capitales nacionales, Reikiavik tampoco sufre problemas por falta de plazas de estacionamiento ya que estas son bastante abundantes.
Además del transporte privado existe un medio de transporte público compuesto por autobuses que es conocido como Strætó bs. La Hringvegur que discurre por las afueras de la ciudad la conecta con el resto de localidades de Islandia.

### Puertos
La ciudad posee dos puertos marítimos, el puerto viejo que es utilizado por los pescadores y los cruceros turísticos y el puerto de Sundahöfn ubicado en la zona este que es el mayor puerto de Islandia y es el que se utiliza para mercancías y contenedores.

### Ferrocarriles
Debido a lo abrupto que es el terreno en Islandia, no hay ferrocarriles, pero en Reikiavik se utilizan a modo de exposición viejas locomotoras que sirvieron para construir infraestructuras tales como el antiguo puerto.

### Aeropuertos
El Aeropuerto de Reikiavik que se encuentra situado dentro de la ciudad es el que le da servicio en vuelos a nivel nacional, vuelos a Groenlandia o Islas Feroe y vuelos chárter. El principal aeropuerto que da servicio a la ciudad y al país entero es el de Aeropuerto Internacional de Keflavík que se encuentra situado a 50 km de Reikiavik y cuenta con numerosos destinos internacionales como París o Madrid que permiten volar a casi cualquier lugar del mundo.

## Educación
Los centros de educación superior de la ciudad son:
| Universidad                   | Fundación | Nombre en islandés    | Tipo    |
| ----------------------------- | --------- | --------------------- | ------- |
| Universidad de Islandia       | 1911      | Háskóli Íslands       | Pública |
| Universidad de Reikiavik      | 1998      | Háskólinn í Reykjavík | Privada |
| Academia de Artes de Islandia | 1998      | Listaháskóli Íslands  | Privada |

## Deportes

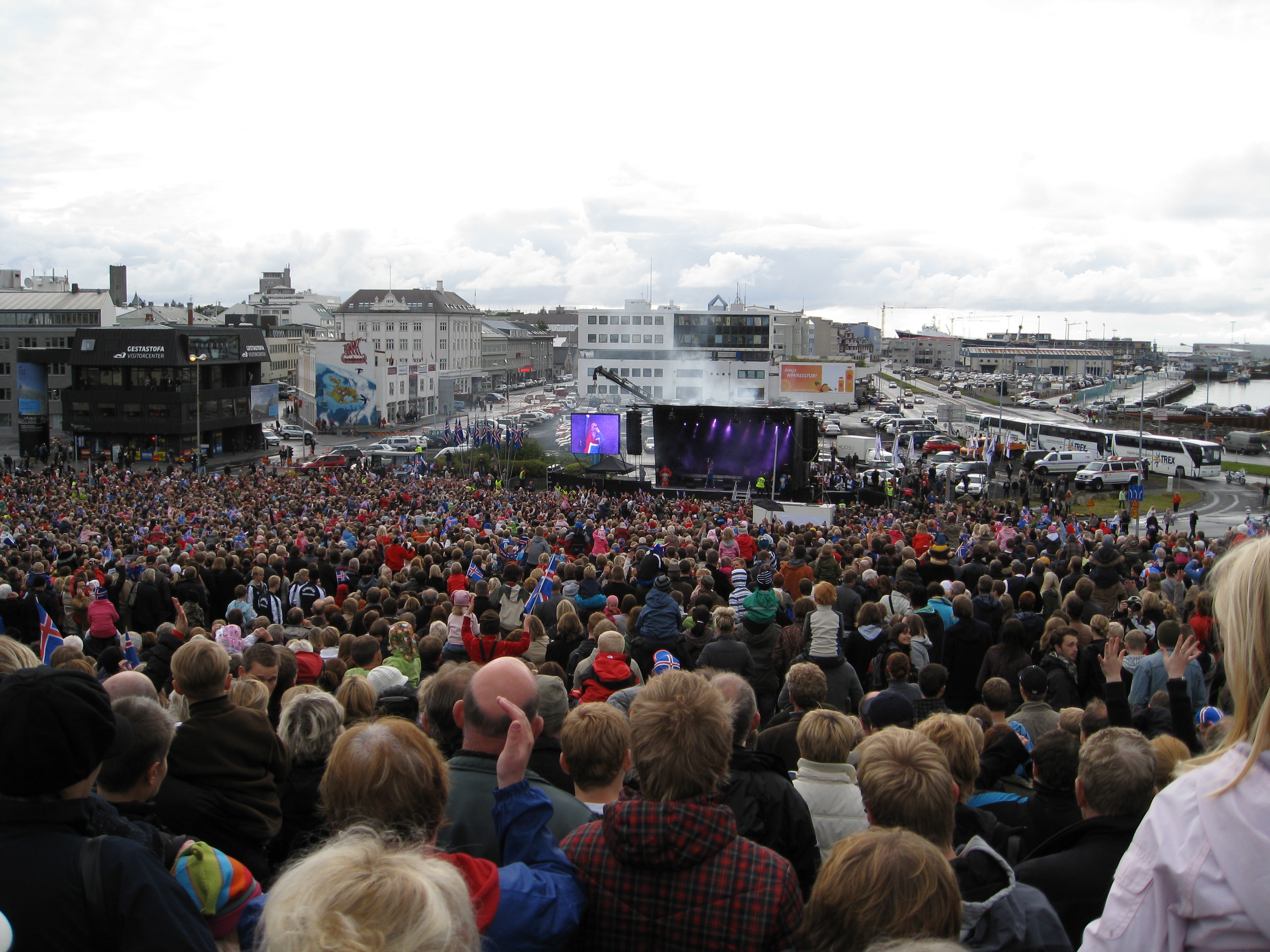
Recibimiento en Reikiavik de la Selección Nacional de Balonmano, subcampeona en las Olimpiadas de Pekín.

Los deportes más populares son el fútbol y el balonmano que acaparan más del 75 % de aficionados al deporte. En fútbol, los principales equipos de la ciudad y del país son el KR Reykjavík y el Valur Reykjavík. En balonmano destaca la Selección de balonmano de Islandia, que tiene su sede en la ciudad y que en los Juegos Olímpicos de Pekín 2008 fue subcampeona olímpica.
El estadio Laugardalsvöllur que es el de mayor capacidad de todo el país y el que sirve como sede a la selección nacional de fútbol y al Knattspyrnufélagið Fram se encuentra localizado en la ciudad.

## Lugares de interés

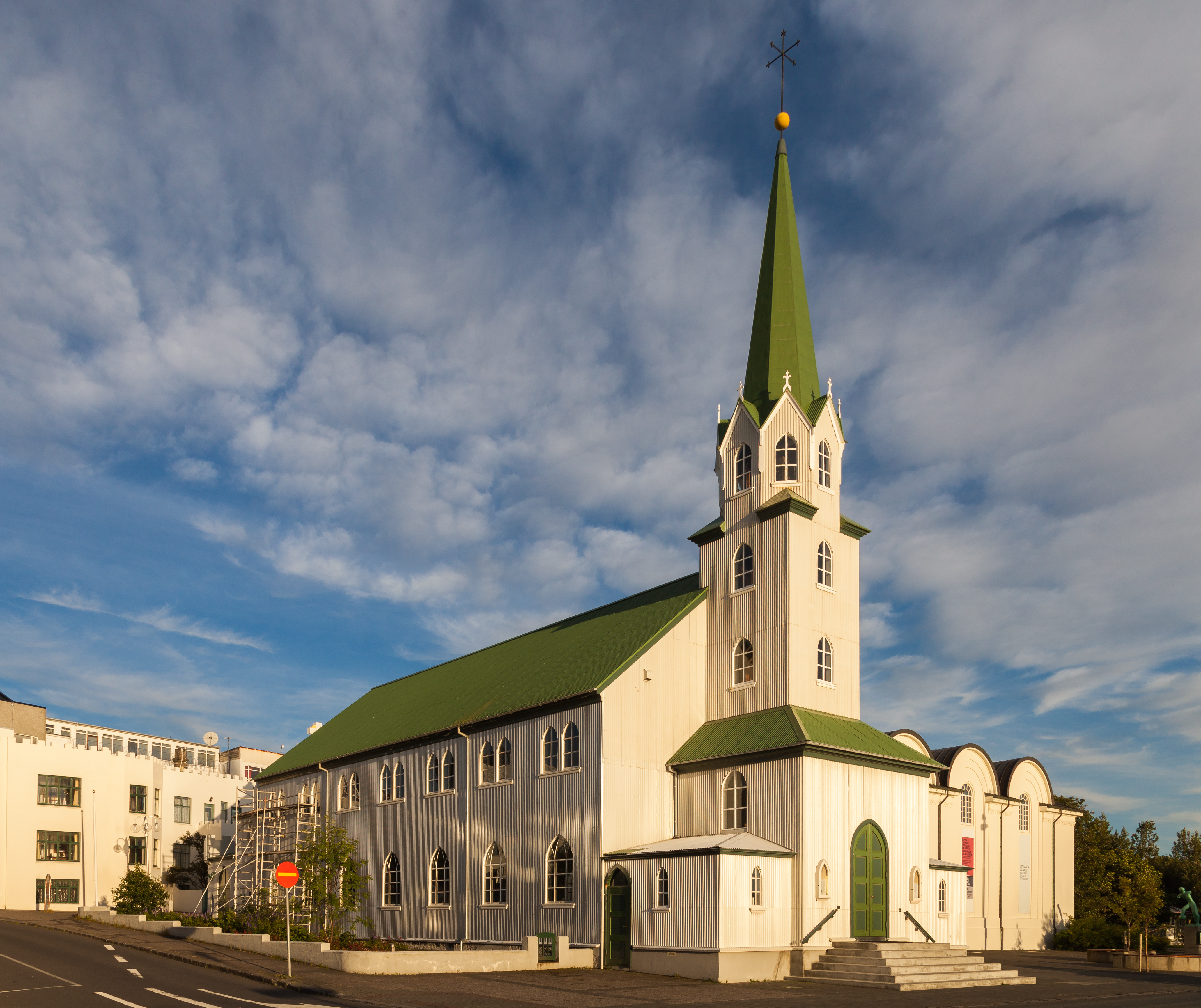
Iglesia Libre de Reikiavik.

En la ciudad se encuentran las instituciones gubernamentales, las librerías y los museos, la universidad e instituciones de investigación, las oficinas centrales de comunicación (radio, televisión y diarios), los teatros profesionales y orquestas, las cortes de justicia, piscinas al aire libre y estadios de deportes, líneas marítimas, aéreas y compañías de transporte colectivo, factorías y plantas procesadoras de pescado.
Los edificios más importantes son el Parlamento (construido en 1881) y la casa de Gobierno (de mediados del siglo XVIII) ambos en el distrito de Miðborg, entre el puerto y el lago Tjörnin. Cerca están la Biblioteca y el Teatro Nacional ubicados juntos detrás de una estatua del primer colonizador. En el área universitaria están la universidad y sus hoteles de estudiantes, el Museo Nacional de Islandia y la Casa Nórdica (diseñada por el famoso arquitecto finlandés Alvar Aalto). Hay numerosas iglesias antiguas y nuevas, entre la vieja catedral cerca del Parlamento y la altísima nueva Hallgrímskirkja. El 20 de agosto de 2011 se inauguró el edificio Harpa.
El Museo Folclórico de Arbaer, en uno de los suburbios del este, exhibe viejas casas de Reikiavik reconstruidas en su estilo original, como así también una iglesia rural tradicional y una granja, ambas con techos de turba y pasto. Uno de los mejores ríos de salmones corre a través del sector este de la capital. Cabe destacar también el Jardín botánico de Reikiavik, Hortus Botanicus Reykjavicensis que es el más grande de cuantos existen en Islandia.

## Ciudades hermanadas
La ciudad de Reikiavik ha firmado protocolos de hermanamiento de ciudades con:
- Bakú (Azerbaiyán)
- Buenos Aires (Argentina)
- Caracas (Venezuela)
- Concepción (Chile)
- Copenhague (Dinamarca)
- Estocolmo (Suecia)
- Helsinki (Finlandia)
- Kingston upon Hull (Reino Unido)
- La Paz (Bolivia)
- Leópolis (Ucrania)[14]
- Nuuk (Groenlandia)
- Oslo (Noruega)
- San Petersburgo (Rusia)
- Caruaru (Brasil)
- Seattle (Estados Unidos)
- Strumica (Macedonia del Norte)
- Tórshavn (Islas Feroe)
- Vilna (Lituania)
- Winnipeg (Canadá)
- Zevenaar (Países Bajos)